# Nella valle della violenza
Nella valle della violenza (In a Valley of Violence) è un film statunitense del 2016 scritto e diretto da Ti West.

## Trama
West, XIX secolo. Paul è un ex soldato che, dopo aver disertato l'esercito durante la guerra contro i pellerossa e abbandonato la sua famiglia, sta viaggiando verso il Messico in sella alla sua cavalla Lady ed accompagnato da Abbie, una cagnetta meticcia con la quale ha stretto un profondo legame d'amicizia. Ad un certo punto, sulla sua strada, incrocia un prete alcolizzato che tenta di derubarlo ma il tentativo non va a buon fine grazie anche all'intervento di Abbie che lo attacca. L'uomo poi decide di fermarsi per una breve sosta a Denton, l'ultima città prima del confine messicano.
Denton si rivela essere semi abbandonata, polverosa, poco ospitale, vittima della tirannia dello sceriffo Martin e del suo vice e figlio Gilly, un giovane prepotente ed arrogante. Recatosi al saloon per rifocillarsi, dove in quel momento si trovano anche Gilly con i suoi scagnozzi Harris, Roy e Botte, Paul viene subito stuzzicato dal gruppetto ma quando non reagisce, Gilly lo invita a battersi con lui all'esterno. Intenzionato a non rispondere neanche a quella provocazione, Paul rimane dentro al locale sino a quando non sente Abbie abbaiare. Capendo allora che la sua fedele amica si sente minacciata da qualcuno, esce e quando Gilly si fa sotto per battersi con lui, lo stende con un solo pugno, rompendogli il naso ed umiliandolo sia davanti ai suoi amici che alle sorelle Mary-Anne ed Ellen, quest'ultima sua fidanzata. La sedicenne Mary-Anne, la quale, abbandonata dal marito, gestisce da sola l'unico albergo della città oltre che ad occuparsi dell'anziano padre malato, decide quindi d'ospitarlo nella sua struttura, avendosi Paul guadagnato la sua stima dal momento che la giovane ha sempre provato odio per il fidanzato della sorella.
Dopo essersi fatto un bagno però, Paul riceve la visita dello sceriffo. L'uomo gli dimostra di aver capito che è un soldato dagli accessori che ha visto attaccati alla sella della sua cavalla e, sapendo che in quel momento la cavalleria si trova fra l'Oklahoma ed il Kansas a combattere i pellerossa, minaccia di denunciarlo per aver disertato le armi, non tollerando fra l'altro anche il modo in cui suo figlio è stato trattato, se non lascerà subito la città. Non volendo guai, Paul si allontana quindi da Denton, riprendendo a cavalcare verso il Messico. Giunta la sera, decide di fermarsi a dormire in una zona impervia ma durante la notte viene attaccato da Gilly e dai suoi scagnozzi, che lo hanno seguito di nascosto e che sono intenzionati a fargliela pagare per il pestaggio di quello stesso pomeriggio. Colto di sorpresa e quindi incapace di reagire, Paul assiste impotente all'uccisione di Abbie, che aveva segnalato la presenza di qualcuno abbaiando, da parte di Gilly che ordina poi ai suoi uomini, i quali lo stavano tenendo fermo, di gettarlo da un dirupo. Prima di cadere però, Paul giura vendetta al gruppo, il quale poi si allontana portandosi via la sua cavalla.
Il mattino successivo, sopravvissuto anche se ferito, Paul riesce a risalire il burrone, dove ritrova con dolore la carcassa della sua cagnetta. Dopo aver costruito un piccolo sepolcro con pietre e terra, le dice di non essere più in grado di mantenere la promessa che le aveva fatto (ovvero non uccidere più) e, scusandosi, si avvia nuovamente verso Denton. Sulla sua strada, ritrova il prete alcolizzato che, quando lo riconosce, gli spara, non riuscendo a centrarlo a causa della sbornia. Approfittando quindi della sua condizione fisica e mentale, Paul riesce a sottrargli la pistola e la mula. Il prete gli fa allora sapere di essere appena stato cacciato proprio dalla cittadina dallo sceriffo Martin, contrario al fatto che lui volesse predicare il verbo di Dio. Paul quindi, dopo aver ricevuto da lui una benedizione, torna in città, dove viene subito visto da Mary-Anne che, stufa di assistere alla lenta rovina della sua comunità, gli offre subito il suo aiuto, vedendo anche in Paul un mezzo per scappare da un luogo che non le assicura alcun futuro.
Il primo a essere vittima della vendetta di Paul è Roy, il quale era ospite nell'albergo di Mary-Anne; mentre si stava facendo il bagno, Paul gli arriva alle spalle e con una lama gli taglia la gola uccidendolo. Lo sceriffo Martin, dopo la morte di Roy, scopre ciò che ha fatto suo figlio e, adirato con lui, lo prende a bastonate, conscio che ora si sono fatti come nemico un soldato ben addestrato. Nel frattempo Paul si nasconde, quindi Harris armato di fucile si apposta su un tetto nella speranza di stanarlo, ma Paul lo coglie di sorpresa e puntandogli la pistola alla testa gli intima di sparare allo sceriffo Martin e a Tubby, avendoli sotto tiro. Harris non trova il coraggio di farlo, quindi si rassegna sapendo che Paul lo ucciderà, e quindi Paul gli prende il fucile con il quale lo uccide sparandogli in pieno volto e facendolo cadere nella main street, poi spara anche a Tubby/Botte che si era esposto troppo vicino alla finestra dell'abitazione dello sceriffo, uccidendo pure lui.
Lo sceriffo ormai ha capito che la faccenda è sfuggita a ogni controllo, quindi scende per strada e cerca di parlare con Paul per raggiungere un compromesso, ma inutilmente e ad aggravare la situazione ci pensa Gilly, che raggiunge suo padre e Paul intento a uccidere quest'ultimo. Paul e Gilly iniziano a sparare e lo sceriffo Martin muore nel fuoco incrociato. Paul entra in una stalla e lì trova il suo cavallo, poi viene raggiunto da Gilly in preda a una cieca rabbia; Paul prima lo impicca e poi lascia andare corda, dopo gli toglie lo stivale e lo usa per colpire Gilly ripetutamente al volto. Infine Gilly impugna il suo coltello con l'intenzione di uccidere Paul, ma Mary-Anne, pistola alla mano, spara a Gilly uccidendolo, per poi prestare aiuto a Paul.
Il prete ritorna a Denton dove trova Paul che gli suggerisce di soffermarsi più a lungo nella città questa volta, dove ci sono molte anime che devono essere perdonate e salvate.